# Соннабенд, Илеана
Илеана Соннабенд (англ. Ileana Sonnabend, урождённая Илеана Шапира (рум. Ileana Schapira); 29 октября 1914, Бухарест, Румыния — 21 октября 2007, Нью-Йорк) — американский арт-дилер румынского происхождения, специализировавшаяся на искусстве XX века. Галерея Соннабенд открылась в Париже в 1962 году и сыграла важную роль в знакомстве европейской публики с американским искусством 1960-х годов, с акцентом на американском поп-арте. В 1970 году Галерея Соннабенд открылась в Нью-Йорке на Мэдисон-авеню, а в 1971 году переехала на Западный Бродвей в Сохо, где она сыграла важную роль в том, что Сохо стал международным художественным центром, которым он оставался до начала 1990-х годов. Эта галерея сыграла важную роль в знакомстве американской публики с европейским искусством 1970-х годов, с акцентом на европейском концептуальном искусстве и арте повера. В ней также представлялось американское концептуальное и минимальное искусство 1970-х годов. В конце 1990-х годов галерея переехала в Челси (Манхэттен) и продолжила свою деятельность после смерти Соннабенд.

## Биография и карьера
Илеана Шапира родилась в Бухаресте в семье румынского еврея Михаила Шапиры и его австрийской жены Марианны Штрате-Фельбер. Она получила степень в области психологии в Колумбийском университете.
Её отец, Михаил Шапира, был успешным предпринимателем и финансовым советником короля Румынии Кароля II. Соннабенд в течение многих лет была замужем за Лео Кастелли, с которым она познакомилась в Бухаресте в 1932 году, и вскоре после этого они поженились. У них была дочь, Нина Санделл. Супруги покинули Европу в 1940-х годах и поселились в Нью-Йорке. В 1940-е годы её мать Марианна Шапира развелась с отцом и познакомилась и вышла замуж за американского художника русского происхождения Джона Д. Грэма, который покровительствовал таким художникам, как Джексон Поллок, Виллем де Кунинг и Аршил Горки. Он также покровительствовал Илеане и Лео, представив их своим друзьям-художникам в мире искусства Нью-Йорка. В 1950 году пара курировала выставку молодых американских и европейских художников, где были представлены Жан Дюбюффе и Марк Ротко. После развода с Кастелли, с которым она осталась друзьями на всю жизнь, в 1959 году она вышла замуж за польского исследователя Микеланджело Майкла Соннабенда, с которым она познакомилась в 1940-х годах.
Два года спустя они открыли Галерею Илеаны Соннабенд на набережной Гран-Огюстен в Париже, где демонстрировалось искусство Энди Уорхола, Роя Лихтенштейна, и других, тем самым помогая вывести их работы на европейский рынок. В 1965 году супруги приобрели дополнительное помещение в Венеции. В 1968 году они закрыли свой парижский выставочный зал и вернулись в Нью-Йорк. Одно время супруги планировали, что Майкл Соннабенд будет управлять нью-йоркской галереей, в то время как Илеана — их парижской галереей, но вскоре муж пришёл к выводу, что арт-бизнес не подходит ему.
В 1971 году Илеана Соннабенд открыла Галерею Соннабенд в здании на Западном Бродвее в Сохо, которая мгновенно стала центром зарождающейся художественной сцены Сохо. Она открыла свою галерею выступлением Гилберта и Джорджа. Галерея выставляла работы таких американских художников как Джефф Кунс и Вито Аккончи, а также знакомила американскую публику с европейскими художниками, такими как Христо, Георг Базелиц и Яннис Кунеллис. Когда перформансист Вито Аккончи объявил, что в ходе его перформанса «Seedbed» ему надо будет мастурбировать в её галерее в течение двух недель в 1972 году, Соннабенд просто ответила: «Вы делаете то, что должны делать.»
В 2000 году, после того, как она закрыла свои другие галереи, Соннабенд и её приемный сын Антонио Хомем переместили галерею Сохо на Западную 22-ю улицу в районе Челси (Манхэттен).

## Коллекция
После смерти Соннабенд в октябре 2007 года в возрасте 92 лет, налоговый отчёт по её наследию оценил общую его стоимость в $ 876 млн и составил налоговый счёт на $ 471 млн. Её наследники впоследствии продали часть её коллекции произведений послевоенного искусства за $ 600 млн. Хотя семья вела переговоры с аукционными домами, но решила продать части коллекции в частном порядке из-за неопределённости, окутавшей финансовые рынки во время кризиса 2008 года. При поддержке членов катарского правящего дома Аль Тани арт-дилеры GPS Partners приобрели за $ 400 млн картины и скульптуры, относящиеся преимущественно к 1960-м годам, от имени частных клиентов. Эта скрытая сделка включал скульптуру Джеффа Кунса 1986 года «Кролик», которая была оценена более чем в $ 80 млн, а также мультфильм Роя Лихтенштейна «Эдди Диптих» (1962), абстрактную «Синюю комнату» Сая Твомбли (1957) и «Серебряную катастрофу» Энди Уорхола (1963), одну из картин художника с электрическим стулом. Вторая сделка заключалась в продаже подборки картин Уорхола Галерее Гагосян за $ 200 млн. Среди работ Уорхола, проданных наследниками Соннабенд, можно выделить «Четыре Мэрилин» (1962); два портрета Элизабет Тейлор и три небольших картины из серии художника «Смерть и катастрофа».
В 2011 году 59 картин, скульптур и фотографий 46 художников, отобранных из личной коллекции Соннабенд, были показаны в рамках выставки «Илеана Соннабенд: итальянский портрет» (англ. Ileana Sonnabend: An Italian Portrait) в Коллекции Пегги Гуггенхайм.
В 2014 году Нью-Йоркский музей современного искусства отдал дань уважения наследию Соннабенд выставкой под названием «Илеана Соннабенд: посол нового» (англ. Ileana Sonnabend: Ambassador for the New), проходившей с 21 декабря 2013 по 21 апреля 2014 года. На ней были представлены работы примерно 40 художников, в том числе Роберта Раушенберга, Джаспера Джонса и Энди Уорхола.